# Äntligen december
Äntligen december är en julsång skriven av Larry Forsberg, Sven-Inge Sjöberg och Lennart Wastesson framförd av Lotta Engberg på albumet Jul hos mig. Låten hamnade på nionde plats på Svensktoppen den 13 december 2009.